# Calomnion schistostegiellum
Calomnion schistostegiellum là một loài rêu trong họ Calomniaceae. Loài này được Besch. Wijk & Margad. mô tả khoa học đầu tiên năm 1959.